# جون ألين (قسيس)
جون ألين (بالإنجليزية: John Allen)‏ هو قسيس بريطاني، ولد في 9 يونيو 1932 في Rusholme ‏ في المملكة المتحدة، وتوفي في 9 سبتمبر 2015.